# Adolfo Mengotti
Adolfo Mengotti (ur. 12 listopada 1901 w Valladolid, zm. w 1984) – szwajcarski piłkarz grający na pozycji pomocnika. W swojej karierze rozegrał 1 mecz w reprezentacji Szwajcarii.

## Kariera piłkarska
W swojej karierze piłkarskiej Mengotti grał w klubie Real Madryt.

## Kariera reprezentacyjna
W reprezentacji Szwajcarii Mengotti zadebiutował 30 maja 1924 roku w wygranym 1:0 meczu Igrzysk Olimpijskich w Paryżu z Czechosłowacją, rozegranym w Paryżu. Na tych igrzyskach zdobył srebrny medal, a mecz z Czechosłowacją był jego jedynym w kadrze narodowej.